# Dan Margalit
Pour les articles homonymes, voir Margalit.
Dan Margalit (né le 6 mars 1976) est un mathématicien américain, professeur à l'Université Vanderbilt. Ses domaines de recherche incluent la théorie géométrique des groupes et la topologie en basses dimensions.

## Éducation et carrière
Margalit obtient son bachelor de l'université Brown puis son doctorat à l'Université de Chicago en 2003, sous la direction de Benson Farb. Sa thèse est intitulée Algebra versus Topology in Mapping Class Groups. Margalit est chercheur postdoctoral à l'université de l'Utah de 2003 à 2008. Il est membre du corps professoral de l'Université Tufts de 2008 à 2010, avant de rejoindre le Georgia Institute of Technology. En 2023, Margalit rejoint l'Université Vanderbilt en tant que directeur du département de mathématiques. 
Margalit est connu pour son travail d'exposition de la théorie géométrique des groupes, en particulier son livre avec Benson Farb, A Primer on Mapping Class Groups . 
Il travaille également dans le domaine de la topologie en basses dimensions, avec un accent particulier sur la cartographie des groupes de classes de surfaces (en).

## Récompenses et honneurs
Margalit devient membre de l'American Mathematical Society en 2019 ; il est reconnu « pour ses contributions à la topologie de basse dimension et à la théorie, à l'exposition et au mentorat des groupes géométriques ». Margalit bénéficie d'une bourse de recherche Sloan en 2009. En 2021, il reçoit le prix Levi L. Conant de l'AMS. En 2024, il est lauréat du prix Leroy P. Steele pour l'exposition mathématique, conjointement avec  Benson Farb pour leur livre A Primer on Mapping Class Groups (Princeton Mathematical Series) . 

## Publications (sélection)
Livres
- Benson Farb et Dan Margalit, A Primer on Mapping Class Groups, Princeton University Press, 2011 (ISBN 978-1-4008-3904-9, lire en ligne)[4]
- Matt Clay et Dan Margalit, Office Hours with a Geometric Group Theorist, Princeton University Press, 2017 (ISBN 978-1-4008-8539-8, lire en ligne)[9]

Traductions
- Albert Fathi, François Laudenbach et Valentin Poénaru, Thurston's Work on Surfaces (translation from French), Princeton University Press, 2012 (ISBN 978-0-691-14735-2, lire en ligne)[10]